# Scyllarides roggeveeni
Scyllarides roggeveeni är en kräftdjursart som beskrevs av Lipke Bijdeley Holthuis 1967. Scyllarides roggeveeni ingår i släktet Scyllarides och familjen Scyllaridae. IUCN kategoriserar arten globalt som otillräckligt studerad. Inga underarter finns listade i Catalogue of Life.